# Comuna Zbarjivka, Pohrebîșce
Zbarjivka (în ucraineană Збаржівка) este o comună în raionul Pohrebîșce, regiunea Vinnița, Ucraina, formată din satele Obozivka, Travneve și Zbarjivka (reședința).

## Demografie
Componența lingvistică a satului Zbarjivka
     Ucraineană (98,98%)
     Rusă (1,02%)
Conform recensământului din 2001, majoritatea populației satului Zbarjivka era vorbitoare de ucraineană (98,98%), existând în minoritate și vorbitori de rusă (1,02%).